# باد آرولزن
باد آرولزن (بالألمانية: Bad Arolsen) هي بلدة، residenz، location with spa، مدينة وبلدة ألمانية تقع في ألمانيا في Waldeck-Frankenberg. يقدر عدد سكانها بـ 18,199 نسمة .

## المدن التوأمة
مدن باد كوستريتس، اوسدان-زولده، هيرمان وكلوتس هي مدن توأمة لـباد آرولزن.

## أعلام
- هاينريش ويلهلم ستيغليتز
- هورست بوهمه
- إرنست أيشنر
- كريستيان دانيال راوش
- كارل ماريا ويليجوت
- إيما من فالدك وبيرمونت
- ينز كنيبشيلد